# Mickey Little
Pour les articles homonymes, voir Little.
Mickey Little est un acteur américain né le 8 novembre 1941 à Toledo, Ohio (États-Unis).

## Biographie
Mickey Little n'a joué que des rôles d'enfant et d'adolescents. Sa carrière s'est achevée en 1957.

## Filmographie
- 1947 : La Vallée de la peur (Pursued) : Adam, age 4
- 1949 : The Daring Caballero : Bobby Del Rio
- 1949 : Le Démon des armes (Deadly Is the Female) : Bart Tare (age 7)
- 1950 : La Voix que vous allez entendre (The Next Voice You Hear...)
- 1950 : The Skipper Surprised His Wife : Pat
- 1951 : Darling, How Could You! : Boy
- 1951 : Callaway Went Thataway : Little Kid
- 1952 : The Pride of St. Louis : Boy
- 1952 : La Ruelle du péché (Glory Alley) : Domingo
- 1952 : Fearless Fagan
- 1952 : Chérie, je me sens rajeunir (Monkey Business) : Bit Boy
- 1953 : The Clown : Lefty
- 1953 : Take Me to Town : Boy
- 1953 : Mister Scoutmaster (en) : Chick
- 1955 : The Private War of Major Benson : Cadet Lt. Hanratty
- 1955 : Artistes et Modèles (Artists and Models) : Vulture Boy